# Julien Gaspar-Oliveri
Julien Gaspar-Oliveri, né en 1985 à Cannes, est un acteur et réalisateur français.

## Biographie
Né en 1985 à Cannes, Julien Gaspar-Oliveri se forme comme acteur au Conservatoire national supérieur d'art dramatique de Paris. Depuis sa sortie de l’école, il alterne mises en scène au théâtre, rôles au théâtre ou à la télévision et réalisation de films. Au théâtre, il joue sous la direction de Dominique Czapski, Didier Bezace, Jean Bellorini. Il met en scène Tchekhov et plusieurs pièces de Jean-Luc Lagarce au théâtre Antibéa où il est artiste associé.
Il débute le cinéma avec Loin de Benjamin, son premier court métrage. Il réalise ensuite Passe avec Laure Calamy, puis Villeperdue, un moyen métrage sorti en salle en 2017. Le film reçoit un beau succès critique et le prix du jury et du public au festival international du film francophone de Namur.
Il enseigne également le théâtre et le cinéma au Cours Florent. L'Âge tendre, court métrage diffusé sur Arte en 2020 et sélectionné dans de nombreux festivals, est nommé pour le César du meilleur court métrage 2022.
En 2024, il réalise et joue dans Ceux qui rougissent sa propre série Arte. Il reçoit le grand prix format court au festival Série Mania. La série reçoit un grand succès critique et public au moment de sa sortie. 

## Filmographie

### Réalisateur et scénariste
- 2024 : Ceux qui rougissent, mini-série Arte & RTS, 8 X 10 min - Prix de la meilleure série courte à Série-Mania 2024
- Marianne, scénario de Julie Debiton, France Télévision
- 2020 : L'Âge tendre, diffusion Arte, Nommé pour le César du Meilleur court-métrage en 2022
- 2017 : Villeperdue (moyen métrage), Sortie au cinema le 30 aout 2017, Prix du jury à Namur
- Le Rêve de Mila, classe libre des cours Florent
- Passe
- Loin de Benjamin[4]

### Acteur
- L'Attente d'Alice Douard (meilleur court-métrage de fiction, Césars 2024)
- Le Corps du délit de Léolo Victor-Pujebet
- Cimetière crépuscule de Roman Kané
- Pas le niveau de Camille Rutherford
- Heureusement qu'il y a l'appartement de mémé de Camille Rutherford

### Séries (acteur)
- Zorro de Jean-Baptiste Saurel et Émilie Noblet, France Télévisions/Paramount
- Ceux qui rougissent, réalisé par lui-même, Arte
- Le Monde n'existe pas, diffusée en 2024 sur Arte, mini-série de quatre épisodes
- Ainsi soient-ils, réalisé par Rodolphe Tissot, Arte
- Avis de tempête de Bruno Garcia, France 3

## Théâtre

### Acteur
- 2023 : Le Suicidé de Nikolaï Erdman, mise en scène de Jean Bellorini
- 2022 : Le Jeu des ombres de Valère Novarina, mise en scène de Jean Bellorini
- 2019 : Liliom de Ferenc Molnár, mise en scène de Jean Bellorini
- 2014 : Cupidon est malade de Pauline Sales, mise en scène de Jean Bellorini
- 2013 : Que la noce commence de Didier Bezace
- 2008 : Ruy Blas de Victor Hugo, mise en scène de William Mesguich
- 2004 : Hamlet de William Shakespeare, mise en scène de Dominique Czapski

### Metteur en scène
- 2009-2014 : J'étais dans ma maison et j'attendais que la pluie vienne / Juste la fin du monde — Cycle Jean-Luc Lagarce
- Les Trois Sœurs d'Anton Tchekhov, CNSAD
- Angels in America de Tony Kushner, CNSAD
- 2006 : Independence de Lee Blessing

## Prix et distinctions
- Ceux qui rougissent, prix de la meilleure série dans un format court au festival Séries Mania[5],[6]
- L'Attente, mention spéciale d'interprétation pour Julien Gaspar-Oliveri au festival international du film francophone de Namur[7]
- Villeperdue, prix du jury et prix du public au festival de Namur[8],[9]
- L'Âge tendre[3], nommé au César du meilleur court métrage 2022[10], lauréat SACD